# Международно образование
Международно образование (на английски: International education) – процес, при който хората придобиват съзнанието, че са част от едно международно, глобално наследство, оценявайки културните различия, учейки от другите в едно антирасистко общество.
Международното образование дава възможност на обучаемия да придобие образователен опит. То е оформено и структурирано по начин, който помага да се разберат чуждите култури и общества и/или следствия и процеси, които се случват в световен мащаб.

## Защо имаме нужда от Международно Образование?
Отговорът на този въпрос е толкова очевиден, колкото е и необходим.
Всички ние сме вече Европейски граждани с правата и задълженията си като такива, но повечето от нас са все още сравнително неосведомени за това, какви точно са те.
Понастоящем пред света стоят спорни въпроси, свързани с расовите, културни и религиозни различия, бедността, човешките права, технологичния напредък и още много други, но ние все още до голяма степен пропускаме знания, разбирания, способности, чрез които света ни дава възможност да мислим критично за тях, да вземаме решения и подходящи действия на лично, национално и международно ниво.
Един от най-сериозните проблеми пред хората в наше време е въпроса с тяхната национална идентичност. Бързия темп на глобализация на модерния свят предразполага голяма част от световното население към загуба на представата му за национална принадлежност. Международното образование (МО) ни учи да разбираме не само другите, но и нас самите. То ни учи как да бъдем себе си и едновременно да се чувстваме добре и сред различните от нас. Важността на това „да знаем за другите“ е да ги разбираме и приемаме такива каквито са, а не да се мъчим да ги гледаме през призмата на нашия мироглед.